# Enchodontidae
Gli encodontidi (Enchodontidae) sono un gruppo di pesci ossei estinti, appartenenti agli aulopiformi. Vissero nel corso del Cretaceo (circa 120 - 66 milioni di anni fa) e i loro resti fossili sono stati ritrovati in Europa, Nordamerica, Asia, Africa e Sudamerica.

## Descrizione
Questi pesci variavano molto di forma e dimensioni a seconda delle specie: alcuni erano lunghi pochi centimetri (come nel caso di Vegrandichthys), altri invece superavano il metro e mezzo di lunghezza (alcune specie del genere tipo, Enchodus). Erano tutti dotati di mascelle piuttosto allungate e robuste, con denti aguzzi e di grosse dimensioni. Gli encodontidi si distinguono dagli altri aulopiformi per la presenza di un singolo dente di grandi dimensioni sul dermopalatino (con la notevole eccezione di Unicachichthys, dotato di numerosi denti, e di Veridagon, dotato di due zanne) e per la presenza di un dente anteriore sull'osso dentale lungo almeno il doppio degli altri denti sullo stesso osso. Il corpo degli encodontidi in alcuni casi era snello e allungato (come in Eurypholis, ad esempio), ma in altri era più compatto e robusto (in Enchodus).

## Classificazione
La famiglia Enchodontidae è stata istituita da Arthur Smith Woodward nel 1901, e comprende alcuni generi di pesci predatori cretacei. All'interno della famiglia si possono distinguere forme basali come il già citato Unicachichthys dal dermopalatino multidentato, e almeno due sottofamiglie, gli Enchodontinae di dimensioni più cospicue e gli Eurypholinae; i rappresentanti di quest'ultima sottofamiglia, a volte considerati come una famiglia a sé stante (Eurypholidae) erano caratterizzati da corpi lunghi e snelli, musi allungati e sottili, cleitro con una porzione ventrale ampia e ornato da tubercoli, il margine inferiore della mandibola dritto fino alla sinfisi e un tronco privo di scaglie (tranne lungo la linea laterale e una serie di scudi predorsali).

### Tassonomia
- Enchodontidae
  - Unicachichthys
  - Rharbichthys
  - Veridagon
  - Calypsoichthys
  - Palaeolycus
  - Leptecodon
  - Eurypholinae
    - Eurypholis
    - Saurorhamphus
    - Vegrandichthys

  - Enchodontinae
    - Enchodus
    - Parenchodus

## Paleoecologia
Gli encodontidi erano predatori veloci e attivi, che occupavano un livello trofico medio all'interno della catena trofica dei mari del Cretaceo, della quale erano una parte fondamentale: i loro resti sono abbondanti e molto diffusi sia temporalmente che geograficamente. In particolare, gli encodontidi sembrerebbero essere stati particolarmente abbondanti lungo i margini dell'oceano Tetide e nel Mare interno occidentale nordamericano.